# دمیتری لاپتف
دمیتری لاپتف (روسی: Дмитрий Яковлевич Лаптев؛ ۱ ژانویهٔ ۱۷۰۱ – ۳۱ ژانویهٔ ۱۷۷۱) دریاسالار و کاوشگر شمالگان اهل امپراتوری روسیه بود. تنگه دمیتری لاپتف به افتخار وی و دریای لاپتف نیز به افتخار او و پسرعمویش خاریتون لاپتف که همکار او در اکتشافات شمالگان بود، نام‌گذاری شده است.